# Hayato Suzuki
Hayato Suzuki (født 13. maj 1982) er en tidligere japansk fodboldspiller.
Han har spillet for flere forskellige klubber i sin karriere, herunder Shimizu S-Pulse og Ventforet Kofu.